# Тетельмин, Владимир Владимирович
Влади́мир Влади́мирович Тетельми́н (род. 19 августа 1944 года, Красноярск, РСФСР, СССР) — советский и российский учёный, политический деятель, депутат Государственной Думы ФС РФ первого (1993—1995) и второго (1995—1999) созывов, доктор технических наук.

## Биография
Родился в Красноярске, русский. Отец — фронтовик, мать — работник карандашной фабрики.
С 1961 по 1963 год работал на Красноярском заводе комбайнов токарем. В 1966 году получил высшее образование по специальности «инженер-механик» в Красноярском политехническом институте, где с 1966 по 1971 год работал преподавателем, старшим преподавателем кафедры гидравлики. С 1971 по 1992 год работал во Всесоюзном научно-исследовательском институте гидротехники младшим научным сотрудником, заведующим сектором фильтрации и закрепления грунтов в Сибирском филиале НИИ. В 1989 году защитил диссертацию на соискание учёной степени доктора технических наук.
Состоял в КПСС. С 1990 года — депутат, председатель комиссии по новым формам хозяйствования и приватизации Красноярского городского совета народных депутатов. В 1992 по 1993 год работал в Красноярском инженерно-строительном институте профессором кафедры водоснабжения.
В 1993 году был избран депутатом Государственной думы РФ I-го созыва (выдвигался по федеральному списку блока «Выбор России» и по Енисейскому одномандатному избирательному округу № 47 Красноярского края, в округе проиграл). В Государственной думе был заместителем председателя Комитета по экологии, входил во фракцию «Выбор России». В марте 1994 года член инициативной группы по созданию партии Демократический выбор России (ДВР), на учредительном съезде избран членом политсовета партии. В 1995 году избран депутатом Государственной думы Федерального Собрания Российской Федерации второго созыва от Красноярского одномандатного избирательного округа № 48. В Государственной думе был заместителем председателя Комитета по экологии, членом Счётной комиссии Госдумы.
Был заместителем председателя Центрального совета «Всероссийского общества охраны природы».
С 2000 по 2004 год работал главным специалистом в нефтяной компании «ЛУКОЙЛ». С 2004 по 2014 год работал в Казахстанско-Британском техническом университете профессором кафедры нефтегазовой инженерии, в Институте нефти и газа Сибирского федерального университета профессором кафедры недропользования, в Московском государственном университете им. В. С. Черномырдина профессором кафедры горнопромышленной экологии. С 2015 года работает в Российском университете дружбы народов профессором кафедры системной экологии.
Женат, имеет сына.

## Законотворческая деятельность
С 1993 по 1999 год, за время исполнения полномочий депутата Государственной думы I и II созывов, выступил соавтором 29 законодательных инициатив и поправок к проектам федеральных законов.

## Награды
- Орден «Знак Почета»[9]
- Медаль «В память 850-летия Москвы»[4]